# La Palestra (companyia teatral)
Palestra va ser una companyia teatral de Sabadell que va destacar en el panorama cultural durant les dècades del 1950 i 1960, i que va tenir força activitat a la dècada del 1970. Durant els anys 50 Lluís Casals en va ser el seu president.
Van formar part del grup el director i escenògraf Francesc Ventura, l'actor Artur Trias o l'actriu Fanny Bulló.
La companyia va rebre el Premi Nacional de Teatre amateur els anys 60.

## Obres
- 1959. Proceso de Jesús de Diego Fabbri
- 1959. Cándida de Bernard Shaw
- 1960. Nausica de Joan Maragall, a les Termes del Museu de Badalona[3]
- 1969. La presó de Kenneth Brown[9]
- 1972. La cuina d'Arnold Wesker
- 1973. La mare coratge i els seus fills de Bertolt Brecht[10]
- 1973. El criat de dos amos de Carlo Goldoni
- 1973. Pim, Pam, Pum d'Eugène Ionesco
- 1974. Plet per l'ombra d'un ruc de Friedrich Dürrenmatt
- 1974. Tango de Sławomir Mrozek
- 1975. Vivalda i l'Àfrica tenebrosa de Joan Oliver[11]
- 1975. La cantant calba d'Eugène Ionesco, a la Sala Villarroel de Barcelona[12]
- 1975. Androcles, el lleó i els cristians de George Bernard Shaw, a l'Auditori de Caixa Sabadell[13]
- 1976. Mesura per mesura de William Shakespeare
- 1976. Viure com porcs de John Arden